# Júlio Dantas
Júlio Dantas GCC • GOSE • GCSE (Lagos, 19 de Maio de 1876 – Lisboa, 25 de maio de 1962) foi um escritor, médico, político e diplomata português, que se distinguiu como um dos mais conhecidos intelectuais portugueses das primeiras décadas do século XX. Na sua actividade intelectual foi um polígrafo, cultivando os mais variados géneros literários, da poesia ao romance e ao jornalismo, mas foi como dramaturgo que ficou mais conhecido, em particular pela sua peça A Ceia dos Cardeais (1902), uma das mais populares produções teatrais portuguesas de sempre. Na política foi deputado, Ministro da Instrução Pública e Ministro dos Negócios Estrangeiros (1921-1922 e 1923), terminando a sua carreira pública como embaixador de Portugal no Brasil (1941-1949). Considerado retrógrado por alguns intelectuais coevos, como foi o caso de Almada Negreiros, que escreveu o Manifesto Anti-Dantas, muito polémico, conseguiu granjear durante a vida grande prestígio social e literário, prestígio que decaiu após a sua morte. Foi eleito sócio da Academia de Ciências de Lisboa (1908), instituição a que presidiu a partir de 1922.

## Biografia
Filho de Casimiro Augusto Vanez Dantas, militar, escritor e jornalista, e de sua mulher Maria Augusta Pereira de Eça, estudou no Colégio Militar, em Lisboa, sendo admitido com o número 114 em 1887, inscrevendo-se seguidamente no curso de Medicina da Escola Médico-Cirúrgica de Lisboa, que concluiu em 1900 com uma tese intitulada Pintores e poetas de Rilhafoles. Pouco depois ingressou no Exército Português, sendo oficial médico a partir de 1902.
A carreira de medicina militar, onde optou por uma prática no campo de psiquiatria, não o absorveu: dedicou-se simultaneamente à literatura e a uma intensa actividade intelectual e social, que o tornou conhecido nos meios políticos e nos círculos cultos de Lisboa. Em 1905 foi eleito deputado às Cortes.
Na literatura revelou-se um verdadeiro polígrafo, dedicando-se aos mais variados géneros literários, desde a poesia, o teatro, o conto, o romance e a crónica até ao ensaio. Alcançou grandes êxitos com as suas peças teatrais, com obras como A Severa, A Ceia dos Cardeais (obra que foi traduzida para mais de 20 línguas), Rosas de Todo o Ano e O Reposteiro Verde.
Publicou o seu primeiro artigo em 1893 no jornal Novidades, e o seu primeiro livro de versos em 1897. Do ponto de vista estilístico, a sua obra situa-se entre o romantismo e o parnasianismo, predominando nas obras de teatro e nas novelas os temas históricos. Contudo, as melhores obras de Júlio Dantas, nomeadamente Paço de Veiros (1903) e o O Reposteiro Verde (1921) têm um claro pendor para o naturalismo. Foi durante décadas um dos autores portugueses mais apreciados no estrangeiro.
Nas suas obras defende o culto do heroísmo, da elegância e do amor, situando a trama das suas obras quase invariavelmente no século XVIII, época que escolhia quase sempre como cenário das suas produções, salientando a decadência da vida aristocrática da época. Nas suas obras é também comum encontrar a exaltação do efémero, da morte e do sentimentalismo mais pungente. A sua obra poética é claramente inspirada na lírica palaciana do Cancioneiro Geral de Garcia de Resende.
A primeira produção de uma das suas peças ocorreu em 1899, no Teatro Dona Amélia (actual Teatro São Luiz) de Lisboa, com a apresentação da peça em quatro actos O que morreu de amor, pela Companhia Rosas & Brasão. Ainda no campo teatral dedicou-se à tradução, tendo publicado versões em língua portuguesa de Cyrano de Bregerac, de Edmond Rostand, e do Rei Lear, de William Shakespeare. Exímio tradutor, as suas traduções contam-se entre as melhores feitas para a língua portuguesa.
A Ceia dos Cardeais (1902) foi enormemente popular no seu tempo, e tem continuado a ser reeditada até aos nossos dias. Com base na sua obra teatral A Severa, José Leitão de Barros realizou o primeiro filme sonoro português em 1931. A sua peça Os Crucificados aborda, pela primeira vez no teatro português, a temática da homossexualidade.
Foi sócio correspondente da Academia das Ciências de Lisboa a partir de 1908 e sócio efectivo desde 1913. Por várias vezes foi escolhido para presidente da instituição. Em 1949 recebeu o título de Doutor Honoris Causa pela Universidade do Brasil, título que em 1954 também lhe foi atribuído pela Universidade de Coimbra.
Aceitou também uma carreira no ensino artístico e foi director do Conservatório Nacional de Lisboa, sendo ali professor de História da Literatura e director da Secção de Arte Dramática.
A 14 de Fevereiro de 1920 foi feito Grande-Oficial da Antiga, Nobilíssima e Esclarecida Ordem Militar de Sant'Iago da Espada, do Mérito Científico, Literário e Artístico.
Foi Ministro da Instrução Pública no Outono de 1920, no governo presidido por António Granjo, e Ministro dos Negócios Estrangeiros no governo de Cunha Leal, no Inverno de 1921-1922, e novamente em 1923 no governo de Ginestal Machado.
A 14 de Fevereiro de 1930 foi agraciado com a Grã-Cruz da Ordem Militar de Nosso Senhor Jesus Cristo e a 21 de Março do mesmo ano foi elevado a Grã-Cruz da Antiga, Nobilíssima e Esclarecida Ordem Militar de Sant'Iago da Espada, do Mérito Científico, Literário e Artístico.
Em 1938-1940 presidiu à Comissão Executiva dos Centenários, dirigindo a Exposição do Mundo Português que teve lugar em Lisboa e colaborou na Revista dos Centenários, orgão de propaganda da mesma.
Em 1941 foi um dos Embaixadores Especiais enviados ao Brasil para dignificar a cultura de Portugal e em 1949 foi nomeado embaixador de Portugal no Rio de Janeiro. Nessas funções teve papel destacada na elaboração de um acordo ortográfico com o Brasil.
Entre 1935 e 1961 foi procurador à Câmara Corporativa, em representação das academias e institutos de alta cultura científica e literária.
Foi considerado retrógrado por alguns, como foi o caso de Almada Negreiros, que lhe dedicou o Manifesto Anti-Dantas. O facto de ter sido invectivado por aquele manifesto e se ter transformado num dos alvos dos jovens aderentes do modernismo comprova a sua notoriedade de homem público. Apesar disso, passado o teste do tempo e amainadas as paixões, Vitorino Nemésio e David Mourão Ferreira defenderam a sua qualidade literária e a sua invulgar mestria dramatúrgica, considerando-o merecedor de destaque nas letras portuguesas.
No jornalismo e na crítica literária, foi colaborador dos jornais mais importantes de Portugal, nomeadamente do Diário Ilustrado, Novidades, Correio da Manhã e Renascença e escreveu no Correio da Manhã, do Rio de Janeiro, e no La Nación, de Buenos Aires.
Na área da imprensa, também se encontra colaboração da sua autoria nas revistas Branco e Negro (1896-1898), Serões (1901-1911), Revista do Conservatório Real de Lisboa (1902), Illustração portugueza (1903-1980), Azulejos (1907-1909), O Palco (1912), Atlântida (1915-1920),  Terra portuguesa  (1916-1927), Revista de turismo iniciada em 1916,  O domingo ilustrado (1925-1927), Ilustração (1926-), Feira da Ladra (1929-1943), Anais das bibliotecas, arquivo e museus municipais (1931-1936), Boletim cultural e estatístico (1937), Revista municipal (1939-1973) e  Boletim do Sindicato Nacional dos Jornalistas (1941-1945).
Na política foi considerado oportunista, mostrando realmente uma grande versatilidade, servido como deputado na Monarquia, como ministro na Primeira República e finalmente como deputado, presidente da Comissão dos Centenários e embaixador em pleno Estado Novo. Sob a sua plasticidade política, Fernando Dacosta afirmou: "para se aproximar do Paço e da Rainha escreve a "Ceia dos Cardeais". Não recebendo os cargos e as honrarias a que julgava ter direito, aproveita-se da crise do regime monárquico e faz "Um Serão nas Laranjeiras", denúncia da decomposição da corte. Mas não se afasta dela." Quando foi proclamada a República, Júlio Dantas aderiu ao regime e publicou, no diário A Capital, o folhetim "Cruz de Sangue", depois em livro com o título Pátria Portuguesa (1914), fazendo a exaltação do povo e a condenação da nobreza. Em 1911, desencadeado o conflito entre a Igreja Católica e o Estado Português por causa da Lei da Separação de Afonso Costa, publica a peça A Santa Inquisição (1910), um libelo contra a Inquisição. Com o advento do salazarismo, publicou Frei António das Chagas, um "elogio de quem se sacrifica, se imola pela Pátria". Terminada a Segunda Guerra Mundial, prevendo a queda do Estado Novo, introduziu, em 1946, na Antígona, peça de estreia de Mariana Rey Monteiro, uma crítica velada ao velho ditador por meio da personagem de Creonte.
Foi um dos fundadores da Sociedade de Escritores e Compositores Teatrais Portugueses, a SECTP, de que foi o primeiro presidente. Aquela sociedade deu origem à Sociedade Portuguesa de Autores (SPA).
Contrariando o estereótipo de conservadorismo ligado à sua imagem pública, quebrou com a tradição e, não sendo crente, resistiu à pressão social da época: casou civilmente, a 30 de Maio de 1942, com Maria Isabel Penedo Cardoso e Silva, da qual não teve descendência, e recusou um funeral católico, mantendo-se fiel às suas convicções laicas.
Júlio Dantas é lembrado na sua cidade natal, Lagos, por um busto, localizado em Santo Amaro, na área envolvente ao Mercado Novo, dando também o nome à biblioteca pública da cidade. É também patrono da Escola Secundária Júlio Dantas, a principal escola pública de ensino secundário daquela cidade.

## Obra
Um dos mais prolíficos polígrafos da literatura lusófona, Júlio Dantas cultivou os mais variados géneros literários, como o romance, a poesia, o teatro e conto, tendo-se também dedicado ao ensaio. Contudo, conseguiu os seus maiores êxitos como dramaturgo, com peças como A Severa, A Ceia dos Cardeais, Rosas de Todo o Ano e O Reposteiro Verde. A lista que se segue, organizada por género literário, não é exaustiva.

### Poesia
- Nada (1896)
- Sonetos (1916)

### Teatro
- Auto da Rainha Claudia (1897) Sátira
- O Que Morreu de Amor (1899)
- Viriato Trágico (1900) Século XVII: Comédia de Capa e Espada
- A Severa (1901) peça em quatro actos
- Dona Mécia (1901) Libretto de Ópera (Teatro S. Carlos) traduzido em Italiano por Buonaventosa e Mirés
- Crucificados (1902) peça em 4 actos. Representada pela primeira vez em Janeiro de 1902 no antigo Teatro D. Amélia.
- A Ceia dos Cardeais (1902)
- D. Beltrão de Figueirôa  (1902),
- Paço de Veiros (1903),
- Um Serão nas Laranjeiras (1904) comédia em três atos
- Rei Lear (1905) adaptação em 7 quadros e em verso da tragédia em 28 cenas e em prosa, de Shakespeare
- O Caminheiro (1905)
- Rosas de Todo o Ano (1907)
- Mater Dolorosa (1908) peça em um ato, em prosa
- Auto de El-Rei Seleuco de Camões (1908) adaptação à cena moderna
- Santa Inquisição (1910) Peça em 4 actos e 1 quadro
- O Primeiro Beijo (1911) Peça em 1 Acto, em prosa
- D. Ramon de Capichuela (1912) saynete em verso sobre um motivo castelhano
- O Reposteiro Verde (1912) peça em quatros
- 1023 (1912) um acto em verso
- O Tambor (1913) um acto em verso
- Soror Mariana (1915) peça em 1 acto
- Carlota Joaquina (1919) Peça em um acto
- D. João Tenório (1920) versão libérrima da peça de José Zorilla
- A Castro (1920)  Adaptação, em 4 actos, da Castro, de Antónia Ferreira
- O Rendez-Vous Amarelo (1926)
- Os Dois Macacos
- Antígona (1946) peça em 5 atos, inspirada na obra de poetas trágicos gregos e, em especial, na Antígona de Sófocles
- Frei António das Chagas (1947) peça em 4 atos
- Outono em Flor - Comédia em Três Actos (1949)
- A Catedral (Póstuma - 1970) peça em quatro actos

### Prosa
- Doentes (1897), em co-autoria com Manuel Penteado
- Outros Tempos (1909)
- Figuras de Ontem e de Hoje (1914)
- Pátria Portuguesa (1914)
- O Amor em Portugal no Século XVIII (1915)
- Mulheres (1916)
- Abelhas Doiradas (1920)
- Arte de Amar (1922)
- Cartas de Londres (1927)
- Alta Roda (1932)
- Viagens em Espanha (1936)
- Marcha triunfal (1954)

### Conferências
- O Heroísmo, a Elegância, O Amor (1923)

### Traduções
- Rei Lear (de William Shakespeare)
- Cyrano de Bergerac (de Edmond Rostand)
- O Azougue (de Paul Saunière). Lisboa: Empresa Editora, 1898.
- O Caminheiro (tradução libérrima da peça em 5 actos homónima de Jean Richepin). Lisboa: Livraria da Viúva Tavares Cardoso, 1905.